# John Hutton
John Matthew Patrick Hutton, Baron Hutton van Furness (Southend-on-Sea, Engeland, 6 mei 1955) is een Brits politicus van de Labour Party.
Hutton was tussen 1998 en 2009 bewindspersoon in de kabinetten-Blair (1998–2007) en -Brown (2007–2009). Hij was staatssecretaris voor Volksgezondheid van 1998 tot 1999, onderminister voor Volksgezondheid van 1999 tot 2005, Kanselier van het Hertogdom Lancaster en minister voor Kabinet Zaken in 2005, minister van Arbeid en Pensioenen van 2005 tot 2007, minister van Economische Zaken van 2007 tot 2008 en minister van Defensie van 2008 tot 2009.
Hutton studeerde rechten aan de Universiteit van Oxford. Hutton werkte als buschauffeur van 1979 tot 1980 en als lector voor privaatrecht aan de Northumbria University in Newcastle upon Tyne van 1981 tot 1992. Op 1 juli 2010 werd Hutton benoemd als baron Hutton van Furness en werd lid van het Hogerhuis.
- Gemeinsame Normdatei: 1065695543
- International Standard Name Identifier: 0000 0000 5225 2091
- Library of Congress Control Number: nb2009000410
- SNAC: w6203wzw
- Système universitaire de documentation: 155627783
- Virtual International Authority File: 6928301
- WorldCat: E39PBJhXbXxH3pgJFCpdXkPG73